# Purbo Sembodo
Purbo Sembodo is een bestuurslaag in het regentschap Lampung Timur van de provincie Lampung, Indonesië. Purbo Sembodo telt 1956 inwoners (volkstelling 2010).